# Pelastoneurus lugubris
Pelastoneurus lugubris är en tvåvingeart som beskrevs av Friedrich Hermann Loew 1861. Pelastoneurus lugubris ingår i släktet Pelastoneurus och familjen styltflugor. Inga underarter finns listade i Catalogue of Life.